# Чеслава Квока
Чеслава Квока (пол. Czesława Kwoka, 15 серпня 1928 — 12 березня 1943) — польська дівчина-католичка, вбита у віці 14 років в Освенцимі. Одна з тисяч неповнолітніх дітей і підлітків, які стали жертвами воєнних злочинів Німеччини проти етнічних поляків під час Другої світової війни в окупованій Німеччиною Польщі, вона є серед вшанованих на виставці Державного музею Аушвіц-Біркенау «Блок № 6: Виставка: життя в'язнів».
Фотографії Квоки та інших, зроблені «відомим фотографом Освенцима» Вільгельмом Брассе між 1940 і 1945 роками, представлені в фотомеморіалі музею. Брассе обговорює кілька фотографій у телевізійному документальному фільмі «Портретист» 2005 року про нього. Вони стали темою інтерв'ю з ним, які цитувалися в різних статтях і книгах.

## Життєпис
Чеслава Квока народилася в Вульці Злоєцькій, невеликому селі в Польщі, від матері-католички Катажини Квоки (до шлюбу Матвейчук) і батька на ім'я Павел, який, імовірно, помер, коли вона була малою, з останнім місцем проживання у Вульці Злоєцькій. Разом із матір'ю (номер ув'язненої 26946) Чеславу Квоку (номер 26947) депортували з села та перевезли до табору переселенців у Замості, Генерал-губернаторство, до Освенцима 13 грудня 1942 року під час Акції Замосць, яка розпочалася в листопаді того ж року, щоб створити життєвий простір на Сході для німців у Східній Європі. 12 березня 1943 року, менше ніж через місяць після смерті її матері 18 лютого, Чеславу Квоку вбили у віці 14 років; обставини її смерті не були зафіксовані. У її свідоцтві про смерть, виданому 23 березня, було помилково зазначено, що вона померла від кахексії внаслідок кишкового катару. Однак, згідно з повідомленнями, причиною смерті стала ін'єкція фенолу в серце.

## Спогади Брассе про фотографування Квоки

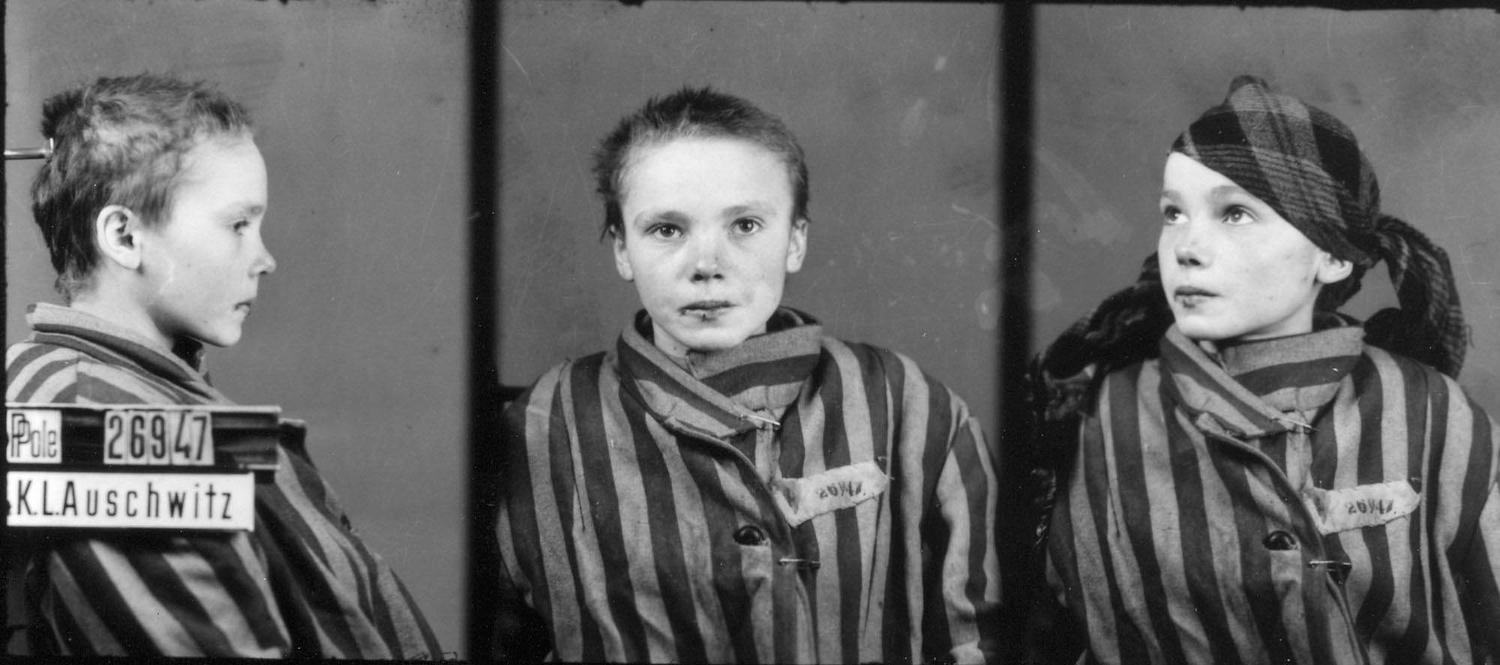
Чеслава Квока у 1942 чи 1943 роках. (Фото: Державний музей Аушвіц-Біркенау та Вільгельм Брассе)

Брассе згадує свій досвід фотографування Квоки саме в «Портретисті», розповідь підтверджена кореспондентом ВВС Фергалом Кіном, який брав інтерв'ю у Брассе про його спогади про їх зйомку, у статті Live Mag «Повернення до Освенціма: фотографії з пекла», присвяченій показу фільму в Лондоні прем'єра (22 квітня 2007), опублікована в Daily Mail's Mail Online 7 квітня, яка не містить ілюстрацій до цих фотографій Квоки.